# بانکسیا
بانکسیا (نام علمی: Banksia) نام یک سرده از راسته چنارسانان است.